# Sept nains (Disney)
Les sept nains sont des personnages du long métrage d'animation Blanche-Neige et les Sept Nains (sorti en 1937), adapté du conte Blanche-Neige des frères Grimm (paru en 1812). Les personnages créés par les studios Disney diffèrent de ceux du conte et des autres adaptations, entre autres par les noms et personnalités qui leur sont attribués.

## Description
Les sept nains sont des mineurs vivant dans un chalet perdu dans la forêt et amis des animaux.

### Apparence
Parmi les ajouts de Walt Disney, le plus important est l'idée de nommer les nains et de leur donner une personnalité individuelle, que Bruno Girveau qualifie de « génialement individualisé[e] ». Quoique les ressorts comiques du Blanche Neige de Disney soient concentrés sur les sept nains, Michael Barrier précise que « le récit n'est jamais un prétexte à la drôlerie des nains ; au contraire, ce qu'ils font est directement lié au récit ».
D'après une fiche de production datée du 22 octobre 1934, les personnages avaient leurs traits de caractère définitifs, preuve que, dès l'automne 1934, la distribution était claire dans l'esprit de Walt Disney et que les animateurs chargés de leur conception étaient déjà à l'ouvrage. Six des sept nains avaient déjà leur noms définitifs : Happy, Sleepy, Doc, Bashful, Grumpy et Sneezy. Le dernier personnage à être baptisé semble avoir été Dopey (Simplet), dont le personnage et les mimiques s'inspirent de Harpo Marx. Walt Disney a ensuite choisi avec précaution les animateurs chargés de l'animation des personnages Fred Moore pour Simplet et Bill Tytla pour Grincheux.

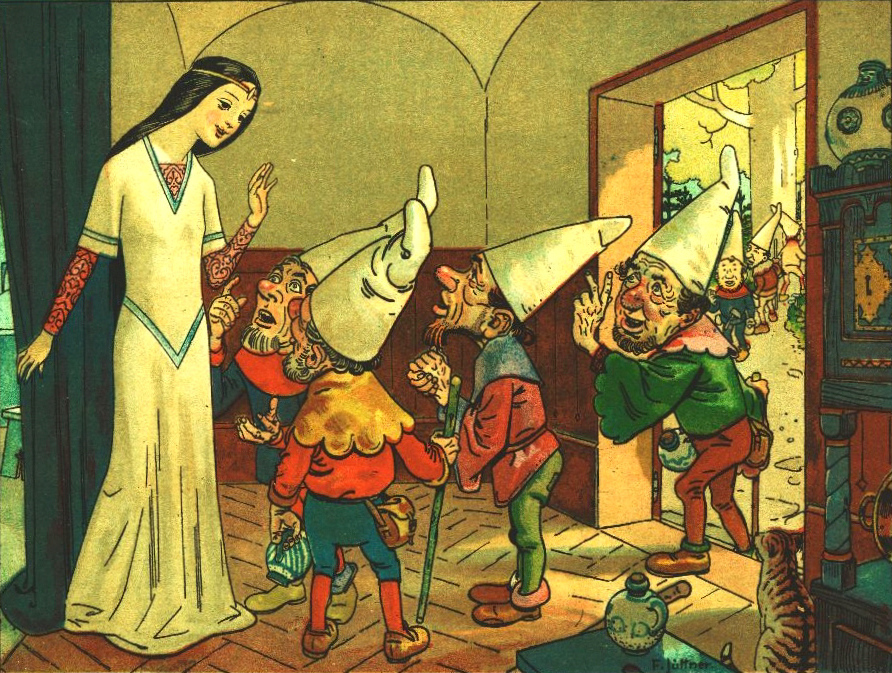
Blanche-Neige et les sept nains illustrés par Franz Jüttner (1925).

L'aspect comique et croquignolet du film est réservé aux nains. C'est à l'élaboration du scénarimage que les gags sont insérés dans l'histoire. Disney demande à toute son équipe de participer à l'élaboration de gags et particulièrement autour des nains. Pour motiver ses animateurs, Disney offre 5 $ pour les plus drôles, offre déjà en vigueur sur les courts métrages. Alors que le ressort principal de l'histoire réside dans la relation conflictuelle entre Blanche-Neige et la Reine née de la jalousie, jalousie sans laquelle pour Thomas et Johnston, « il n'y aurait pas d'histoire », le divertissement, lui, est réservé aux nains et aux pitreries auxquelles ils se livrent pour accueillir un visiteur inattendu, Blanche-Neige.
Le nom des nains a souvent été problématique pour l'adaptation du conte, car ils ne sont pas nommés et réduits à une présence presque fantomatique. Une version théâtrale du conte avait ainsi baptisé les nains : Blick,  Flick,  Glick,  Snick,  Frick,  Whick et Quee. L'équipe de Disney fait quant à elle le choix de noms qui suggèrent des humeurs ou des états d'esprits.
L'un des premiers manuscrits de production de Disney précise les noms et les caractéristiques des nains. Plusieurs noms sont ainsi répertoriés, dont Sleepy, Hoppy-Jumpy, Bashful, Happy, Sneezy-Wheezy, Gaspy, Biggy-Wiggy, Biggo-Ego et Awful. D'autres noms, au total plus de 50, ont aussi été proposés, comme Jumpy, Deafy, Baldy, Gabby, Nifty, Swift, Lazy, Puffy, Stuffy, Tubby, Shorty et Burpy. David Koenig en recense 54. Selon Robin Allan, chaque nain est doté d'un trait de caractère universel, qui renvoie aux moralités du Moyen Âge européen et aux sept péchés capitaux, et leurs voix s'inscrivent dans la tradition du vaudeville (particulièrement dans la version originale ; voir La distribution).
Bill Tytla interprète les postures de Prof comme une « réaction à ce qu'il va faire ». Ainsi, il adopte l'attitude d'un « maire français [de village] de province » pour expliquer ce qu'il faut faire, mais « jamais il ne doit avoir l'occasion de jouer avec sa barbe ». Tytla a aussi travaillé Grincheux et a rendu mémorable la scène où, après avoir reçu un baiser de Blanche-Neige, il s'éloigne avec colère, mais ne peut retenir un sourire après quelques pas.

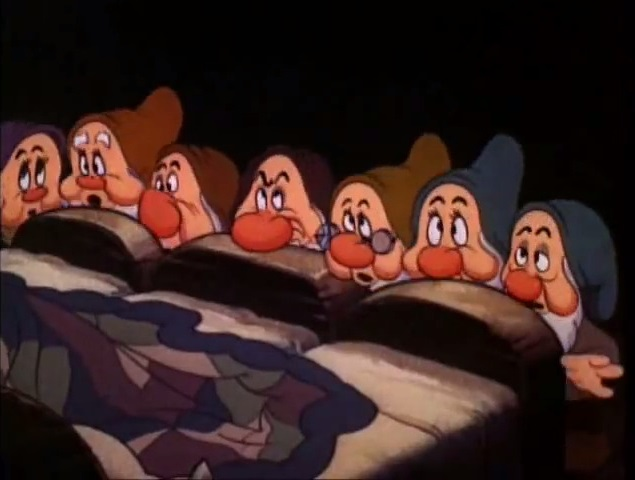
Les sept nains

Le graphisme des nains est aussi un défi mais d'une autre nature. Ils sont sept et à la différence du conte d'origine, pour Disney, chacun devait avoir sa propre personnalité. La première étape d'après Leonard Maltin aurait été le choix des noms, puis les détails de leur personnalité. Un des principaux souhaits semble être leur côté « mignon » mais aussi leur posture : « La posture était aussi un facteur important de la personnalité des nains. Prof se tient en arrière avec les mains dans le dos dès que possible ce qui lui donne son air pompeux. Le dos de Timide est un peu voûté et son ventre sorti. Il se tient souvent sur un pied et roule l'autre pied autour de sa cheville... Grincheux a une bosse sur les épaules et une démarche qui lui donne des airs de pugiliste. »
Voici pour différents personnages, certaines des couleurs de vêtements et celles des yeux, éléments que Grant indique comme vus inconsciemment par le spectateur mais qui participent à leur personnalité respective :
- Prof : un justaucorps marron ; des yeux marron ;
- Grincheux : un justaucorps magenta délavé ; des yeux noirs ;
- Simplet : une robe safran avec une cape gris lavande ; des yeux bleus (de l'innocence) ;
- La Puce, petit trapu qui lève le coude
- les autres nains : du gris et couleur cuir ; des yeux marron.

Clark est chargé d'animer la scène où trois nains dansent avec Blanche-Neige. La difficulté est « de rendre la dimension de la pièce et des tailles des personnages au travers de leurs mouvements ». Pour Blanche-Neige qui rapetisse ou grandit selon son éloignement de la caméra, Clark s'aide vraisemblablement des prises de vues réelles avec Marge Champion, mais il doit improviser pour les nains, malgré cela la scène est « étonnamment convaincante et ajoute de la crédibilité à l'ensemble ».
Finalement, pour Robin Allan, Blanche-Neige et les nains contrastent : « L'attrait complexe que [Blanche-Neige] exerce sur nous ne repose pas seulement sur le rendu original et parfois gracieux de ses mouvements, ni sur le son flûté de sa voix enfantine, ni sur son rôle ambigu de sœur, camarade de jeux, enfant, mère ou petite amie mais également sur une fascination qui remonte aux XIXe siècle et aux images d'héroïnes de contes de fées et des romans européens. (Les nains sont) enfants vis-à-vis d'elle en tant qu'image maternelle, adultes face à elle enfant. Comme les animaux ils sont proches de la terre - ils sont mineurs - et ils ont des caractéristiques animales. »

### L'environnement des nains
Le chalet des nains, second édifice du film, « réunit à lui seul toutes les caractéristiques de l'architecture selon Disney ». Il est l'œuvre de Albert Hurter, architecte de formation ayant fait une partie de ses études en Europe du Nord. D'après les recherches de Girveau dans la bibliothèque du studio, deux ouvrages semblent avoir inspiré Hurter, l'un sur les chalets russes et l'autre La Merveilleuse Histoire du bon Saint Florentin d'Alsace (1925), illustré par l'Alsacien Hansi qui comprend « un ermitage en bois et en terre crépie dans une forêt profonde peuplée de faons, de lapins et d'écureuils attendrissants ».

## Interprètes
| Personnage         | Voix originale           | Voix française | Voix française   | Voix française    |
| ------------------ | ------------------------ | -------------- | ---------------- | ----------------- |
| Personnage         | Voix originale           | 1938           | 1962             | 2001              |
| Doc / Prof         | Roy Atwell               | Eugene Borden  | Richard Francœur | Jean-Claude Donda |
| Sneezy / Atchoum   | Billy Gilbert            | ?              | Jean Daurand     | Bernard Alane     |
| Sleepy / Dormeur   | Pinto Colvig             | ?              | Georges Hubert   | Patrice Dozier    |
| Grumpy / Grincheux | Pinto Colvig             | André Cheron   | Léonce Corne     | Gérard Rinaldi    |
| Happy / Joyeux     | Otis Harlan              | ?              | Raymond Rognoni  | Jean-Loup Horwitz |
| Bashful / Timide   | Scotty Mattraw           | ?              | Maurice Nasil    | Michel Mella      |
| Dopey / Simplet    | Eddie Collins (bruitage) | Muet           | Muet             | Muet              |

## Noms
| Noms originaux | Français  | Italien  | Allemand    | Russe                   | Japonais                                         | Portugais (Brésilien) | Turc    | Latin        | Grec                       | Espagnol | Suédois | Hongrois | Roumain     | Arabe          |
| -------------- | --------- | -------- | ----------- | ----------------------- | ------------------------------------------------ | --------------------- | ------- | ------------ | -------------------------- | -------- | ------- | -------- | ----------- | -------------- |
| Doc            | Prof      | Dotto    | Chef        | Профессор (Professor)   | 先生 (せんせい, Sensei)                          | Mestre                | Bilgiç  | Medicullus   | Σοφος (Sophos)             | Sabio    | Kloker  | Tudor    | Ințeleptul  | أستاذ (Ostad)  |
| Bashful        | Timide    | Mammolo  | Pimpel      | Скромник (Skromnik)     | 恥ずかしがりや (はずかしがりや, Hazukashigariya) | Dengoso               | Utangaç | Verecundus   | Ντροπαλος (Dropalos)       | Tímido   | Blyger  | Szende   | Rușinosul   | خجول (Khajoul) |
| Sneezy         | Atchoum   | Eolo     | Hatschi     | Чихун (Tchikhoune)      | くしゃみ (Kushami)                               | Atchim                |         | Sternuens    | Συναχωμενος (Synakhomenos) | Mocoso   | Prosit  | Hapci    | Hap-Ciu     | عطاس (Atass)   |
| Happy          | Joyeux    | Gongolo  | Happy       | Весельчак (Vesel'tchak) | 幸せ (しあわせ, Shiawase)                        | Feliz                 |         | Beatus       | Καλοκαρδος (Kalokardhos)   | Feliz    | Glader  | Vidor    | Bucurosul   | سعيد (Saïd)    |
| Dopey          | Simplet   | Cucciolo | Seppl       | Простак (Prostak)       | ぼんやり (おとぼけ, Otoboke)                     | Dunga                 |         | Fatuus       | Χαζουλης (Khazoulès)       | Mudito   | Toker   | Kuka     | Mutulică    | بسيط (Bassit)  |
| Sleepy         | Dormeur   | Pisolo   | Schlafmütze | Засоня (Zassonia)       | 眠い (ねむい, Nemui)                             | Soneca                | Uykucu  | Somniculosus | Υπναρας (Ypnaras)          | Dormilón | Trötter | Szundi   | Somnorosul  | نائم (Naïm)    |
| Grumpy         | Grincheux | Brontolo | Brummbär    | Ворчун (Vortchoune)     | 怒りんぼう (おこりんぼう, Okorinbō)              | Zangado               | Tembel  | Severus      | Γκρινιαρης (Griniarès)     | Gruñón   | Butter  | Morgó    | Morocănosul | غاضب (Ghadeib) |

## Adaptation et réutilisation
Les sept nains apparaissent dans deux courts métrages de propagande des studios Disney : Seven Wise Dwarves (1941) et The Winged Scourge (1943).
Depuis 2011, les sept nains sont des personnages récurrents de la série télévisée Once Upon a Time, une production ABC Studios filiale télévisée de Disney. D'ailleurs, on les entend siffler leur célèbre chanson Heigh Ho ! dans certains épisodes.
Depuis 2014, ils ont leur propre série télévisée d'animation sur la chaine Disney XD, intitulée Les 7N. Mais la série prend beaucoup de libertés avec le film Blanche-Neige et les Sept Nains au niveau des graphismes et de l'histoire.
Simplet est cité dans le téléfilm Descendants, diffusé pour la première fois en 2015. Dans ce téléfilm, qui met en scène les enfants de plusieurs héros et méchants de l'univers Disney, on apprend que Simplet a eu un fils, Doug, interprété par Zachary Gibson.
Les sept nains sont à nouveau présents dans Blanche-Neige de Marc Webb, un remake en prises de vues réelles du dessin animé de 1937, sorti en 2025.